# Antje Huber

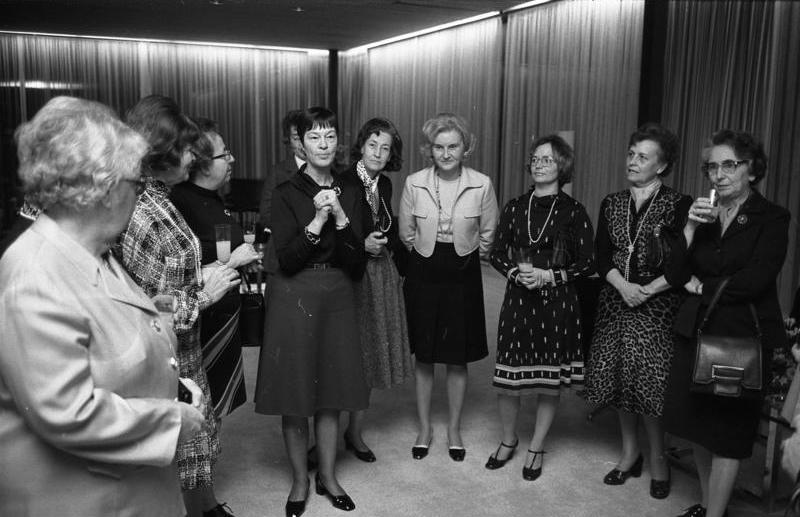
Loki Schmidt empfängt weibliche Abgeordnete im Kanzlerbungalow. 4. v.r.: Antje Huber

Antje Huber, geb. Pust (* 23. Mai 1924 in Stettin; † 30. September 2015 in Essen) war eine deutsche Journalistin und Politikerin (SPD). Von 1976 bis 1982 war sie Bundesministerin für Jugend, Familie und Gesundheit.

## Leben
Die Tochter eines Volksschullehrers wuchs in Berlin auf und legte im Jahr 1942 am Goethe-Lyzeum Lichterfelde-Ost ihr Abitur ab. Anschließend absolvierte sie eine journalistische Ausbildung und war ab 1946 als Sportjournalistin in Berlin, später in Essen bei der Neuen Rhein/Ruhr-Zeitung tätig. Im Jahr 1950 heiratete sie ihren Kollegen bei der Neuen Rhein/Ruhr-Zeitung, Karl Huber. Von 1961 bis 1962 studierte sie an der Sozialakademie Dortmund Volks- und Betriebswirtschaft, Soziologie, Arbeitsrecht, Arbeitswissenschaft und Sozialpolitik und war dort danach bis 1969 als Studienleiterin tätig.
Nach ihrer politischen Laufbahn war sie Vorsitzende des Förderbeirates für die Arbeiterwohlfahrt Essen, setzte sie sich für den Erhalt des Wildgeheges im Heissiwald in Essen-Heisingen ein und war Vorsitzende des Kuratoriums der Welge-Steinkühler-Stiftung für das Albert-Schweitzer-Tierheim in Essen.
Nach einer schweren Beinverletzung lebte Huber zuletzt in einem Essener Pflegeheim, in dem sie in der Nacht zum 30. September 2015 im Alter von 91 Jahren starb. Sie wurde auf dem Bergfriedhof in Essen-Fischlaken beigesetzt.

### Politik
Im Jahr 1948 wurde sie Mitglied der SPD, und später auch im Unterbezirks-, Bezirks- und Landesvorstand der nordrhein-westfälischen SPD. Von November 1975 bis 1978 gehörte sie dem SPD-Bundesvorstand und von Januar 1978 bis 1984 dem Bundespräsidium der SPD an.
Auf kommunalpolitischer Ebene war sie ab 1964 Mitglied im Rat der Stadt Essen.
Von 1969 bis 1987 war sie Mitglied des Deutschen Bundestages. Sie vertrat als Abgeordnete den Wahlkreis Essen III von 1969 bis 1980 und befasste sich als Abgeordnete zunächst vor allem mit der Finanzpolitik.

### Öffentliche Ämter
Nach der Bundestagswahl 1976 wurde sie als Nachfolgerin von Katharina Focke (SPD) am 16. Dezember 1976 als Bundesministerin für Jugend, Familie und Gesundheit in die von Bundeskanzler Helmut Schmidt geführte Bundesregierung berufen.
In die Amtszeit Hubers fielen unter anderem die Einführung des damals sechsmonatigen Mutterschaftsurlaubs bei gegebener Arbeitsplatzgarantie sowie die Regelung eines Unterhaltsvorschusses für Alleinerziehende.
Am 7. April 1982 trat Huber von ihrem Amt wegen Amtsmüdigkeit zurück. Anlass für diese Amtsmüdigkeit war die Sparpolitik der Bundesregierung, die auch ihr Ressort betraf, insbesondere die Kürzungen beim Kindergeld im Haushalt 1982. Anlässlich der Kabinettsumbildung am 28. April 1982 schied sie endgültig aus der Bundesregierung aus.

## Ehrungen
- Deutsches Sportabzeichen (1977)
- Marie-Juchacz-Plakette der Arbeiterwohlfahrt (1980)
- Großes Bundesverdienstkreuz (22. Mai 1984)[5]
- Großes Bundesverdienstkreuz mit Stern (19. Oktober 1987)[5]